# Торпедные катера проекта 206-М
Торпедные катера проекта 206-М шифр «Шторм», по классификации НАТО — Turya class torpedo boat — торпедный катер на подводных крыльях военно-морского флота СССР, одна из модификаций торпедных катеров проекта 206.

## История
Спроектирован в ЦМКБ «Алмаз» под руководством инженеров И. П. Пегова и А. П. Городянко как модификация катера проекта 206. Отличался от оригинального проекта усиленным артиллерийским вооружением, более крупным корпусом ракетного катера проекта 205, наличием носового малопогруженного подводного крыла и управляемой транцевой плитой. Благодаря наличию опускаемой ГАС и возможности использовать противолодочные торпеды мог бороться с подводными лодками.

## Описание
Корпус гладкопалубный, стальной, разделен водонепроницаемыми переборками на 10 отсеков. Дизельные двигатели располагаются в двух отсеках (пятом и седьмом), между которыми расположен пост дистанционного управления главными механизмами. Три дизельных установки М-504 с тремя валами дают скорость до 44 узлов. Надстройка выполнена из лёгких сплавов. Дальность плавания от 600 до 1450 миль. Экипаж — 25 человек.
Вооружён спаренными артустановками АК-725 и 2М-3М, а также четырьмя торпедными аппаратами для пуска торпед 53-56 или СЭТ-65. Использование оружия без ограничений возможно на скоростях хода до 40 узлов при волнении моря до 4 баллов и до 35 узлов при волнении 5 баллов.

## Служба
С 1971 по 1976 г. для ВМФ СССР построено 24 корабля данного типа. Восемь катеров входили в состав Тихоокеанского флота и имели складывающееся крыло, что позволяло транспортировать их по железной дороге. Также с 1978 по 1985 г. на Владивостокском ССЗ по заказу правительств Вьетнама, Кубы, Эфиопии и других стран построили 16 катеров по проекту 206МЭ, на которые не ставилась опускаемая ГАС. Итого для Вьетнама было отправлено 5 катеров, для Камбоджи — 2, для Кубы — 9.  
Два катера из ВМФ СССР позднее переданы Эфиопии и один на Сейшельские острова. В 2005 году из ВМФ России все катера проекта списаны.